# Snooki
Snooki, pseudonimo di Nicole Elizabeth Polizzi (Santiago del Cile, 23 novembre 1987), è un personaggio televisivo statunitense.
Diventa famosa nel 2009 quando viene scelta come una dei protagonisti del reality show Jersey Shore, in onda su MTV.

## Biografia
Nicole nasce nel 1987 a Santiago del Cile, ma all'età di sei mesi di vita viene adottata da una famiglia italo-americana e cresce con essa a Marlboro, New York. Durante il periodo dell'adolescenza soffre di disturbi alimentari. Dopo aver conseguito il diploma di scuola superiore inizia a frequentare il college per specializzarsi negli studi di veterinaria.
Nel 2009 partecipa alle selezioni per il nuovo reality show di MTV dal titolo Jersey Shore, che segue la vita di giovani italo-americani in vacanza a Seaside Heights, località balneare del New Jersey. Nicole, meglio conosciuta con il soprannome di Snooki, viene scelta per far parte del cast dello show e nell'estate 2009 gira la prima stagione della serie che debutta su MTV nel dicembre dello stesso anno ottenendo grande successo. Snooki grazie ai suoi comportamenti irriverenti diventa ben presto uno dei personaggi più amati dello show, tant'è che nel 2010 è una delle celebrità maggiormente impersonate dagli americani con i costumi di Halloween. Negli anni successivi Snooki prende parte alle altre cinque stagioni dello show girate a Miami Beach (2010), a Seaside Heights (2010, 2011 e 2012) e a Firenze (2011).
Nello stesso periodo appare come ospite in vari talk show americani quali The View, The Ellen DeGeneres Show e David Letterman Show, oltre a prendere parte a WrestleMania XXVII. Il successo del suo personaggio fa sì che Snooki venga parodiata in show quali South Park e Saturday Night Live. Partecipa anche ad alcune puntate del programma di MTV Disaster Date insieme a JWoww. Nel 2009 partecipa al cortometraggio The Real Situation insieme ai colleghi di reality Michael Sorrentino e Pauly D.
Nel 2011 firma un contratto con MTV per prendere parte a un nuovo reality show che la vedrà protagonista insieme a JWoww (sua migliore amica e co-star in Jersey Shore). Il programma dal titolo Snooki & JWoww viene girato a partire da febbraio 2012 e va in onda negli Stati Uniti a partire dal 21 giugno 2012. A luglio dello stesso anno lo show viene rinnovato per una seconda stagione. 
A gennaio dello stesso anno pubblica il suo primo libro A Shore Thing, mentre a ottobre dello stesso anno pubblica il secondo libro Confession of a Guidette. A maggio 2012 pubblica il terzo libro Gorilla Beach. Inoltre arriva per un breve periodo nella WWE e come manager ha al suo fianco una delle divas più leggendarie della federazione, Trish Stratus e John Morrison,il trio a WrestleMania XXVII è riuscito a sconfiggere Dolph Ziggler e le LayCool (Layla e Michelle McCool) accompagnati da Vickie Guerrero.
Nel 2012 esordisce al cinema prendendo parte al film I tre marmittoni, insieme ad altri membri del cast di Jersey Shore. Nel 2013 partecipa al programma Dancing with the Stars, la versione americana di Ballando con le stelle. Nel 2014 partecipa al sedicesimo episodio della nona stagione Cacciatori di tesori (Blade Runners) della serie televisiva  Supernatural, dove interpreta un demone dell'incrocio che porta il suo stesso nome, Snooki.

## Vita privata
Si identifica come bisessuale. Dopo due anni di relazione, nel 2012 si fidanza con Jionni LaValle. Il 26 agosto 2012 è nato il loro primo figlio, Lorenzo Dominic LaValle. Il 26 settembre 2014 è nata la seconda figlia, Giovanna Marie LaValle. Il 30 maggio 2019 nasce il loro terzo figlio, Angelo James LaValle.

## Controversie
Il 30 luglio 2010, durante le riprese di Jersey Shore, Nicole Polizzi viene arrestata dalla polizia di Seaside Heights mentre vagava visibilmente ubriaca in spiaggia infastidendo alcuni bagnanti. Accusata di disturbo della quiete pubblica e ubriachezza molesta, passa una notte in cella per poi essere rilasciata su cauzione il giorno seguente. A settembre, durante il processo si dichiara colpevole dei reati per cui è accusata e viene condannata a pagare 500 dollari di multa e a 2 giorni di lavori socialmente utili.
Il 31 maggio 2011 viene arrestata dalla polizia italiana di Firenze dopo aver urtato con la sua auto un'automobile della polizia, ma viene rilasciata poche ore dopo. Il tutto viene filmato dalle telecamere del reality show Jersey Shore.
Nel 2011 Nicole cita in giudizio la compagnia addetta al commercio dei prodotti da lei creati (scarpe, lingerie, orologi), in seguito al mancato rispetto di accordi contrattuali da parte della compagnia.

## Filmografia
- The Real Situation, regia di Brett Gursky - cortometraggio (2009)
- I tre marmittoni (The Three Stooges), regia di Peter e Bobby Farrelly (2012)
- Comic Movie (Movie 43, 2013)
- Supernatural - serie televisiva, episodio 9x16 (2014)

## Programmi televisivi
- Jersey Shore (2009-2012)
- Snooki & JWoww (2012-2015)
- How Far Is Tattoo Far? (2018 - in corso)

## Libri
- A Shore Thing (2011)
- Confession of a Guidette (2011)
- Gorilla Beach (2012)

## Riconoscimenti
- Slammy Award
  - 2011 – Guest Star of the Year